# زملول جارح
زملول جارح (الاسم العلمي: Exobasidium vexans) هو نوع من الفطريات يتبع جنس الزملول من فصيلة الزملولية